# (22587) McKennon
(22587) McKennon (1998 HB99) – planetoida z pasa głównego asteroid okrążająca Słońce w ciągu 3,44 lat w średniej odległości 2,28 j.a. Odkryta 21 kwietnia 1998 roku.